# Webkamera

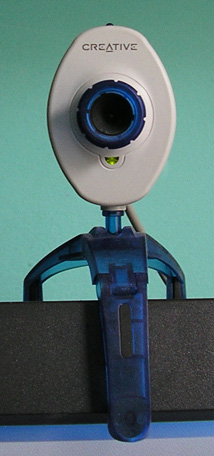
Egy egyszerű webkamera

A webkamera internetkapcsolattal rendelkező számítógépekhez kapcsolt kis videókamera, melynek képét akár más internetezők is nézhetik. A webkamerákat el lehet helyezni nyilvános helyen (pl. egy város főterén) és a saját dolgozószobánkban is. Képminősége jóval gyengébb, mint a kézi videókameráké. Manapság leggyakoribbak az 1,3 megapixeles webkamerák. Ezek már elfogadható minőségben tudják megoldani másodpercenként 25 kép megjelenítését, amely szaggatásmentes mozgóképet biztosít.
Főbb gyártók: Creative Technology, Genius, Labtec, Logitech, Microsoft.
Az egyszerűbb eszközök ára kb. 2500 forinttól kezdődik, de persze van 20 000 forint feletti árú példány is. Ezekbe többféle extrát szerelhetnek, pl. automata mozgáskövető rendszert.
A webkamera-fejlesztők törekednek a chat-programokkal való kompatibilitás megoldására.

## Magánélet
Sok felhasználó nem kívánja a webkamerák folyamatos expozícióját, amire eredetileg készültek, hanem inkább a magánéletetük védelmét részesíti előnyben. A magánélet elveszik, amikor a rosszindulatú hackerek rosszindulatú szoftverek segítségével a felhasználó tudta nélkül aktiválhatják a webkamerát, így a hackerek élő kép- és hanganyagot kapnak. Ez különösen sok laptopon jelent gondot, mivel az ilyen kamerákat általában nem lehet fizikailag kikapcsolni, ha egy ilyen trójai program vagy más hasonló kémprogramok megfertőzik őket.
Az olyan kamerák, mint például az Apple régebbi külső iSight kamerái objektívfedeleket tartalmaznak, hogy ezt meghiúsítsák. Egyes webkamerák beépített, keményen bekötött LED-es jelzőkkel rendelkeznek, amelyek világítanak, amikor a kamera aktív, néha azonban csak videó üzemmódban. Lehetséges, hogy a rosszindulatú programok megkerüljék a jelzőt, és titokban aktiválják a kamerát, ahogyan azt a kutatók 2013-ban egy MacBook beépített kamerája esetében bebizonyították.
Különböző cégek olyan csúszó objektívfedeleket és matricákat árulnak, amelyek lehetővé teszik a felhasználók számára, hogy utólagosan felszereljék azt a számítógépre vagy okostelefonra, hogy szükség esetén lezárják a kamera objektívjéhez való hozzáférést. Az egyik ilyen cég arról számolt be, hogy 2013 és 2016 között több mint 250 000 ilyen terméket értékesített. Azonban bármilyen átlátszatlan anyag működik. A prominens felhasználók közé tartozik James Comey volt FBI-igazgató is.
Azt a folyamatot, amikor valaki webkameráját megpróbálják feltörni és a webkamera tulajdonosának engedélye nélkül aktiválni, camfectingnek nevezik, ami a cam és a infecting szavak szóösszerántása. A távolról aktivált webkamerával bármit meg lehet figyelni, ami a webkamera látómezejében van. A camfecting leggyakrabban úgy történik, hogy az áldozat számítógépét vírussal fertőzik meg.
2005 januárjában egy online fórumon közzétettek néhány keresőkérdést, amelyek segítségével bárki megtalálhatja a Panasonic és az Axis csúcskategóriás webkamerák ezreit, feltéve, hogy rendelkeznek webes felülettel a távoli megtekintéshez. Sok ilyen kamera alapértelmezett konfigurációval fut, ami nem igényel jelszavas bejelentkezést vagy IP-cím ellenőrzést, így bárki számára megtekinthetővé teszi őket.
A 2010-ben a Robbins kontra Lower Merion School District "WebcamGate" ügyben a felperesek azzal vádoltak meg két philadelphiai külvárosi középiskolát, hogy titokban kémkedtek a diákok után azáltal, hogy a diákok által otthon használt, iskolai MacBook laptopokba épített iSight webkamerákat titokban távolról aktiválták, és ezzel megsértették a diákok személyiségi jogait. Az iskolai hatóságok beismerték, hogy titokban több mint 66 000 fényképet készítettek, köztük olyanokat, amelyeken a diákok a hálószobájuk magányában vannak, és néhányat, amelyeken a tinédzserek különböző mértékben vannak felöltözve. Az érintett iskolaszék gyorsan letiltotta a laptopos kémprogramot, miután a szülők pert indítottak a testület és különböző magánszemélyek ellen.